# Піскун Іван Романович
Іван Романович Піску́н (нар. 24 червня 1910, Конотоп — пом. 29 березня 1990, Київ) — український радянський театрознавець, театральний критик; член Спілки журналістів СРСР з 1962 року.

## Біографія
Народився 11 [24] червня 1910 року в місті Конотопі Полтавської губернії Російської імперії (тепер Сумська область, Україна) у багатодітній сім'ї. Його батько працював слюсарем паровозовагоноремонтного заводу; мати була домогосподаркою. 1925 року закінчив Конотопську трудову семирічну школу. Протягом 1926–1930 років був учнем слюсаря, слюсарем Конотопського паровозовагоноремонтного заводу. У 1930 році закінчив Всесоюзні курси Окружних комсомольських працівників при ЦК ВЛКСМ і як член ВКП(б) був обраний секретарем Районного комітету ЛКСМУ у селі Жовтневому Конотопської округи. Працював редактором виїзної редакції газети «Комсомолець України» на шахті 8–9 на Донбасі. З 1931 року — заступник редактора районної залізничної газети «Ударник транспорта» (станція Конотоп, Московсько-Київська залізниця).
Протягом 1932—1934 років навчався в аспірантурі у Харкові в Інституті червоної професури на відділенні літератури та мистецтв і заочно в Інституті журналістики в Москві. Одночасно за сумісництвом у 1932 році працював ученим секретарем-інформатором віце-президента Української академії наук академіка Олександра Шліхтера; викладав у середніх школах, був політичним редактором Харківського обласного радіокомітету, лектором курсу російської літератури Харківського державного університету.
З 1933 по 1934 рік був Уповноваженим Головліту УРСР по виданню журналів «Радянська література», «Червоний Перець», «Літературної газети» та інших видань. У 1934–1935 роках працював завідувачем редакторатом журналу «Радянська література» у Києві.
Протягом 1935—1936 років служив в Червоної армії, був курсантом 55-го Дубненського полку 14-ї Червонопрапорної дивізії у Нововолинську. У 1937—1942 роках працював заступником директора з наукової і навчальної роботи Київського державного театрального інституту, виконувачем обов'язків завідувача кафедри історико-мистецтвознавчих дисциплін, за сумісництвом — завідувачем літературною частиною Київського українського драматичного театру. Був членом редколегії журналу «Театр».
З початком німецько-радянської війни перебував у діючій армії. 28 серпня 1941 року був відряджений до Харківського військового округу з метою вивезеня до Києва документів театрального інституту. Потрапив у оточення, проте 14 листопада 1941 року вийшов з нього. 27 травня 1942 року арештований у Томську, де у евакуації перебували його дружина і син. Був звинувачений у контрреволюційній агітації. Не витримавши тортур НКВС зізнався у злочині і 24 квітня 1943 року отримав вирок — десять років ув'язнення. До 1954 року перебував у таборах ГУЛАГу на Північному Уралі. В ув'язнені працював нормувальником-бухгалтером, організував та очолив художній колектив. Ставив спектаклі за п'єсами українських та російських авторів і сам грав у них.
Протягом 1954–1956 років працював виконробом ремонтно-будівельної контори у місті Паркенті в Узбекистані. 1956 року переїхав до Києва, де до 1959 року перебував на творчій театрознавчій і журналістській роботі. 30 серпня 1959 року був повністю реабілітований. У 1959—1970 роках завідував відділом творчої роботи Президії Українського театрального товариства. З 1960 року — декан Народного університету культури на громадських засадах. У 1966—1971 роках — начальник оргметодвідділу Президії Українського театрального товариства. 1971 року вийшов на пенсію. Помер у Києві 29 березня 1990 року.
Похований у Києві на Берковецькому кладовищі.

## Праці
окремі видання
- Амвросій Максиміліанович Бучма. Київ: Мистецтво, 1940. — 93 сторінки;
- Драматургія Івана Тобілевича. Київ: Центральний дім народної творчості УРСР, 1941. — 42 сторінки;
- А. М. Бучма: нарис про життя і творчість. Київ: Державне видавництво образотворчого мистецтва і музичної літератури УРСР, 1956. — 128 сторінки;
- Український радянський театр: нарис. — Київ: Державне видавництво образотворчого мистецтва і музичної літератури УРСР, 1957. — 81 сторінка;

публікації у наукових та науково-популярних виданнях
- М. Коцюбинський (1864—1913): передмова / [І. Піскун] // Коцюбинський М. Коні не винні; Сміх / М. Коцюбинський. — [Харків], 1934. — С. 3–8. — (Масова художня бібліотека «Бібліотека радянської літератури» ; № 43/44). — Без підпису;
- М. М. Коцюбинський (1864—1913): передмова / [І. Піскун] // Коцюбинський М. Подарунок на іменини; Persona grata / М. Коцюбинський. — [Харків], 1934. — С. 3–8. — (Масова художня бібліотека «Бібліотека радянської літератури» ; № 45/46). — Без підпису;
- Від видавництва: [передмова] / [І. Піскун] // Бучма А. З глибин душі: (статті і спогади) / Амвросій Бучма; упорядник та примітки І. Піскуна. — Київ, 1959. — С. 3–4. — Без підпису;
- Народжений для театру: [вступупна стаття] / Іван Піскун // Микитенко І. Театральні мрії: публіцистика, листи / Іван Микитенко. — Київ, 1968. — С. 3–20;
- Украинский театр / И. Пискун // История советского драматического театра: в 6 томах — Москва, 1968. — Том 4: 1933—1941. — С. 215—241 (рос.);
- Театр соціалістичного реалізму / [І. Р. Піскун] // Шляхи і проблеми розвитку українського радянського театру / АН УРСР, Інститут мистецтвознавства, фольклору та етнографії імені М. Т. Рильського ; редкол.: М. К. Йосипенко (головна редакція) [та інші]. — Київ, 1970. — С. 117—164. — Без підпису, автор згаданий у статті «Від редакційної колегії» на с. 5. — Із змісту: Радянська п'єса — основа репертуару ; Сценічне втілення класичної драматургії;
- Завжди сучасники / Іван Піскун // Заньківчани. Львівський державний ордена Трудового Червоного Прапора академічний український драматичний театр імені М. Заньковецької: [збірник] / упорядник І. Р. Піскун ; редколегія: Волошин І. О., Йосипенко М. К. (голова), Харченко В. І., Яременко В. С. — Київ, 1972. — С. 5–17.